# Mustafá Kamil
Mustafá Kamil Pasha ( El Cairo, 14 de agosto de 1874 – ibidem, 10 de febrero de 1908) fue un abogado, periodista y líder nacionalista egipcio que se opuso a la ocupación británica de su país.
Admiraba el Japón Meiji porque había sabido hacer frente al imperialismo occidental, e incluso antes de que se produjera su victoria en la guerra ruso-japonesa de 1904-1905 escribió un libro exaltándolo titulado El Sol Naciente. En 1907 fundó el Partido Nacionalista cuyo objetivo era conseguir la independencia de Egipto. Un año antes él y sus seguidores habían organizado una gran movilización popular contra los extranjeros como protesta por el injusto ahorcamiento de cuatro campesinos —lo que llegó a conocerse como el incidente de Dinshawai—.
Kamil murió pocos meses después de la fundación del Partido Nacionalista y su entierro constituyó una masiva demostración de duelo. Considerado un héroe de la independencia de Egipto, entre 1949 y 1953 se construyó su mausuleo con una sala en donde se exponen objetos y documentos relacionados con su vida.